# 1 kopiejka 1916
1 kopiejka 1916 – moneta jednokopiejkowa, wprowadzona do obiegu w 1916 roku na terenie Ober-Ost, na terenie II Rzeczypospolitej wycofana z obiegu w 1921 r.
Jednokopiejkówkę 1916 bito w mennicach w Berlinie i Hamburgu.

## Awers
W centralnej części umieszczono napis niemiecki Gebiet des Oberbefehlhabers Ost ozdobiony gałązkami dębowymi, poniżej znak mennicy – A (Berlin) lub J (Hamburg), całość otoczona od góry i od dołu perełkami.

## Rewers
Na tej stronie monety znajduje Żelazny Krzyż, u góry cyfra 1, poniżej napis w języku rosyjskim КОПѢЙКА, a pod spodem rok 1916.

## Nakład
Monetę bito na krążkach stalowych o średnicy 21,5 mm i masie 2,89 grama, z rantem gładkim, według wzoru nieznanego na przełomie XX i XXI w. projektanta.
Nakłady monety z poszczególnych mennic wynosiły:
| Lp. | Mennica | Znak mennicy | Nakład (sztuk) | Zdjęcie |
| --- | ------- | ------------ | -------------- | ------- |
| 1   | Berlin  | A            | 11 942 046     |         |
| 2   | Hamburg | J            | 7 682 000      |         |

## Opis
Znane są bardzo dobre współczesne fałszerstwa.
W pierwszej połowie XXI w. na rynku kolekcjonerskim pojawiają się egzemplarze klasyfikowane jako bite stemplem lustrzanym.